# Avaria (chi bướm)
Avaria là một chi bướm đêm thuộc phân họ Tortricinae của họ Tortricidae.

## Các loài
- Avaria constanti (Rebel, in Rebel & Rogenhofer, 1894)
- Avaria hyerana (Millire, 1858)